# آلان باكستر (مؤلف)
آلان باكستر (بالإنجليزية: Alan Baxter)‏ (18 أبريل 1970، ساسكس في المملكة المتحدة)؛ روائي أسترالي.